# پاپنهوزن
پاپنهوزن (به آلمانی: Papenhusen) یک منطقهٔ مسکونی در آلمان است که در Stepenitztal واقع شده‌است. پاپنهوزن ۳۳۰ نفر جمعیت دارد.